# Gundam: Battle Assault 2
Gundam Battle Assault 2 è un videogioco picchiaduro del 2002 sviluppato da Natsume per PlayStation. Basato sul franchise Gundam, rappresenta il seguito di Gundam: Battle Assault (1998). La storia è suddivisa in tre trame che seguono i piloti di Kidō butoden G Gundam, Gundam Wing e Mobile Suit Gundam. Il gameplay consiste in combattimenti uno contro uno, con una configurazione principale a sei tasti, che permette l'esecuzione di mosse speciali e offre due modalità di gioco. I giocatori possono selezionare qualsiasi mech disponibile per affrontare i nemici nella modalità storia.
Il gioco è stato sviluppato principalmente per il pubblico nordamericano dal medesimo team di Natsume che aveva precedentemente lavorato a Shin kidō senki Gundam Wing: Endless Duel (1996) per Super Famicom e a Battle Assault (1998) per PlayStation. Questo sviluppo mirava a creare attesa per Kidō butoden G Gundam, che iniziò a essere trasmesso su Cartoon Network negli Stati Uniti tramite Toonami, subito dopo la conclusione di Gundam Wing. In Giappone, il gioco è stato pubblicato da D3 Publisher come parte della serie "Simple Characters 2000", una linea di giochi per PlayStation a prezzo contenuto, divisa in due titoli: Kidō butoden G Gundam The Battle (機動武闘伝Gガンダム THE バトル?, Kidō butoden Jī Gandamu THE Batoru) incentrato su Kidō butoden G Gundam e Shin kidō senki Gundam W The Battle (新機動戦記ガンダムW THE バトル?, Shin kidō senki Gandamu Uingu THE Batoru) basato su Gundam Wing.
Gundam: Battle Assault 2 ha ricevuto un'accoglienza positiva dalla critica, vendendo circa 241 276 copie in Giappone.

## Modalità di gioco
Gundam: Battle Assault 2 è un picchiaduro che si colloca nell'universo di Gundam, ispirandosi alle storie di Kidō butoden G Gundam, Gundam Wing e Mobile Suit Gundam. In questo gioco, i giocatori affrontano avversari in duelli uno contro uno, con l'obiettivo di esaurire la barra della salute dell'avversario per vincere l'incontro. Il primo giocatore che riesce a vincere due incontri si aggiudica la partita. Il gioco offre cinque modalità: Versus, Time Attack, Survival, e Street Mode, e include un roster di 30 personaggi giocabili, ognuno con il proprio mobile suit. La "Street Mode" sostituisce la tradizionale modalità storia, permettendo al giocatore di scegliere tra otto mobile suit e di seguire vagamente gli eventi della Guerra di un anno, dell'OAV Endless Waltz. Il sistema di gioco è stato migliorato rispetto al capitolo precedente.
L'indicatore di spinta limita la capacità di volo dei mobile suit. Ogni pressione del tasto di spinta consuma una barra di spinta; quando questa si esaurisce, i giocatori devono attendere che si ricarichi prima di poterla riutilizzare. Con alcune eccezioni, ogni mobile suit può attivare una modalità di volo che consente loro di muoversi liberamente senza subire danni dagli attacchi, a condizione che non si surriscaldano o che l'indicatore di spinta non si esaurisca. Gli attacchi a proiettile principali richiedono munizioni, con un consumo proporzionale alla potenza del proiettile stesso. Se un mobile suit esaurisce le munizioni, non potrà più utilizzare quel tipo di attacco per il resto della partita; tuttavia gli attacchi speciali alternativi non richiedono munizioni. Le schivate e l'uso delle barriere a raggio non riducono più la salute del mobile suit, ma utilizzano invece l'indicatore di spinta. Ogni mobile suit dispone anche di una super mossa chiamata "Meta attacco speciale", utilizzabile fino a tre volte durante il combattimento.

## Sviluppo e pubblicazione
Gundam: Battle Assault 2 è stato sviluppato per il pubblico nordamericano dalla maggior parte del team di Natsume, già noto per il suo lavoro su Shin kidō senki Gundam Wing: Endless Duel (1996) per Super Famicom e Battle Assault (1998) per PlayStation. Questo sviluppo mirava a creare attesa per Kidō butoden G Gundam che iniziò a essere trasmesso su Cartoon Network negli Stati Uniti tramite Toonami, subito dopo la conclusione di Gundam Wing. Mitsuo Matsumoto ha guidato il progetto come director, affiancato da co-produttori Hirofumi Inagaki e Takashi Aoyama. I co-programmatori includevano Hirohisa Ohta, Kazuhito Yamada, Seiji Noda e Toshiyasu Miyabe, mentre Hiroshi Inagaki, Kunio Suzuki, Noriyasu Nakade, Shunichi Taniguchi e Takashi Shinpo hanno ricoperto il ruolo di co-progettisti. La colonna sonora è stata composta da Hiroyuki Iwatsuki, con la collaborazione di altri membri del team.
Gundam: Battle Assault 2 è stato pubblicato per la prima volta in Nord America da Bandai il 18 luglio 2002, seguito dalla versione giapponese pubblicata da D3 Publisher il 10 ottobre 2002 e infine dalla distribuzione europa da parte di Bandai il 29 novembre 2002. Nelle prime edizioni, il titolo "Gundam" è stato erroneamente scritto come "Gundum" sul dorso della custodia del gioco. In Giappone, il gioco è stato pubblicato come parte della serie "Simple Characters 2000" di Bandai (con il titolo The Battle), che includeva giochi a basso costo per PlayStation, pubblicati da D3 Publisher invece che da Bandai. Questa versione è divisa in due giochi separati: Kidō butoden G Gundam The Battle dedicato a Kidō butoden G Gundam e Shin kidō senki Gundam W The Battle basato su Gundam Wing. Tra le differenze tra le due versioni, i nomi di Burning Gundam e Dark Gundam sono stati ripristinati ai loro nomi originali, rispettivamente God Gundam e Devil Gundam. Inoltre, lo Psycho Gundam Mk. III ha mantenuto il suo pilota originale dai giochi Gundam: The Battle Master.

## Accoglienza
| Testata                            | Giudizio |
| ---------------------------------- | -------- |
| GameRankings (media al 09-12-2019) | 70.57%   |
| Metacritic (media al 01-11-2024)   | 80/100   |
| GameZone                           | 8.0/10   |
| Jeuxvideo.com                      | 12/20    |
| Push Square                        | 7/10     |
| PlayStation Illustrated            | 80%      |

Gundam: Battle Assault 2 ha ricevuto recensioni "generalmente favorevoli" secondo l'aggregatore di recensioni Metacritic, con un punteggio di 70,57% su GameRankings. Secondo Famitsū i titoli Kidō butoden G Gundam The Battle e Shin kidō senki Gundam W The Battle hanno venduto rispettivamente più di 38 851 e 40 193 copie nella loro prima settimana di uscita sul mercato giapponese. Durante il loro periodo di pubblicazione, entrambi i titoli hanno raggiunto vendite totali di circa 114 198 e 127 078 copie.
Scott Kuvin di GameZone ha elogiato il gameplay lento, la grafica colorata disegnata a mano, il sound design, il concept e il multiplayer, ma ha criticato la mancanza di modalità aggiuntive per due giocatori e la musica. Benoît Morel di Jeuxvideo.com ha evidenziato l'IA limitata, la longevità, lo scenario e il gameplay come punti deboli, pur esprimendo giudizi positivi sulla presentazione audiovisiva. Matt Paddock di PlayStation Illustrated ha fornito un giudizio complessivamente positivo. José Ángel Ciudad della rivista spagnola GamesTech ha apprezzato Gundam: Battle Assault 2 per i grandi sprite dei personaggi e per la quasi assenza di tempi di caricamento. Secondo Everyeye.it, Gundam: Battle Assault 2 è un gioco che, pur continuando a offrire un'esperienza di gioco piacevole, lascia un po' l'amaro in bocca. Con alcuni piccoli miglioramenti, avrebbe potuto trasformarsi un vero capolavoro. Tuttavia, il titolo si distingue come una delle migliori incarnazioni del franchise di Gundam nel panorama videoludico. In una recensione retrospettiva, Robert Ramsey di Push Square lo ha considerato un miglioramento rispetto a Gundam: Battle Assault e un titolo picchiaduro trascurato su PlayStation, grazie alla sua sensazione unica, al suo stile e al roster di personaggi. Tuttavia, ha notato che mancava della profondità del franchise di picchiaduro più affermati.